# Kamienka (rejon tiumeński)
Kamienka (ros. Каменка) – wieś (sieło) w Rosji, w obwodzie tiumeńskim, w rejonie tiumeńskim. W 2010 liczyła 1391 mieszkańców.